# 2026年ミラノ・コルティナダンペッツォオリンピックの日本選手団
2026年ミラノ・コルティナダンペッツォオリンピックの日本選手団（2026ねんミラノ・コルティナダンペッツォオリンピックのにっぽんせんしゅだん）は、2026年2月6日から2月22日までの日程で開催される第25回オリンピック冬季競技大会の日本代表選手団。選手名および所属・記録は2026年当時のものとする。

## 種目別選手・役員

### アイスホッケー
- アイスホッケー女子日本代表[1]